# Ibrahim Gnanou
Ibrahim Gnanou (Ouagadougou, 8 novembre 1986) è un ex calciatore burkinabé, di ruolo difensore.

## Palmarès

### Club

#### Competizioni nazionali
- 1ère Division: 1

ASFA-Yennenga: 2004
- Campionato moldavo: 2

Sheriff Tiraspol: 2005-2006, 2006-2007
- Coppa di Moldavia: 1

Sheriff Tiraspol: 2005-2006
- Supercoppa di Moldavia: 1

Sheriff Tiraspol: 2005